# NGC 3533
NGC 3533 је спирална галаксија у сазвежђу Кентаур која се налази на NGC листи објеката дубоког неба.
Деклинација објекта је - 37° 10' 23" а ректасцензија 11h 7m 7,5s. Привидна величина (магнитуда) објекта NGC 3533 износи 13,0 а фотографска магнитуда 13,8. Налази се на удаљености од 39,400 милиона парсека од Сунца. NGC 3533 је још познат и под ознакама NGC 3557A, ESO 377-11, MCG -6-25-2, IRAS 11047-3654, AM 1104-365, PGC 33647.